# نورمان غايلورد
نورمان غايلورد (بالإنجليزية: Norman Gaylord)‏ هو مهندس وكيميائي أمريكي، ولد في 16 فبراير 1923، وتوفي في 18 سبتمبر 2007.